# HD 22382
HD 22382，又名CP-61 267，SAO 248834、HR 1096，是一颗恒星，视星等为6.41，位于銀經275.72，銀緯-46.68，其B1900.0坐标为赤經3h 30m 57.1s，赤緯-61° -46.68′ 13″。